# Cumberland (hrabstwo w Kanadzie)
Cumberland – historyczne hrabstwo (geographic county) kanadyjskiej prowincji Nowa Szkocja z ośrodkiem w Amherst, powstałe w 1759, współcześnie jednostka podziału statystycznego (census division). Według spisu powszechnego z 2016 obszar hrabstwa to: 4277,86 km², a zamieszkiwało wówczas ten obszar 30 005 osób.
Hrabstwo, którego nazwa pochodzi od Fortu Cumberland, zostało ustanowione 17 sierpnia 1759 i do 1784/1786 obejmowało również obszar Nowego Brunszwiku (od 1765 tylko jego wschodniej części – delimitacja 1770).
Według spisu powszechnego z 2011 obszar hrabstwa zamieszkiwało 31 353 mieszkańców; język angielski był językiem ojczystym dla 97,7%, francuski dla 1,2% mieszkańców.